# Eilema angulifera
Eilema angulifera är en fjärilsart som beskrevs av Felder 1874. Eilema angulifera ingår i släktet Eilema och familjen björnspinnare. Inga underarter finns listade i Catalogue of Life.